# 토에이 불가사의 코미디 시리즈
토에이 불가사의 코미디 시리즈(일본어: 東映不思議コメディーシリーズ)는 후지 TV 계열 제작으로 매주 월~ 금요일 오전 9:55 ~ 10:25에 방송된 일본의 코미디 드라마 시간대이다.

## 작품 목록
- 《로봇8짱》
- 《밧텐로봇마루》
- 《펫톤톤》
- 《도킨초! 네무린》
- 《마음대로! 카미타만》
- 《와작 와작 봇군》
- 《마음껏 탐정단 패악노조》
- 《자만 탐정단 마린조》
- 《마법 소녀 중화의 파이파이!》
- 《마법 소녀 중화의 이파네마!》
- 《미소녀 가면 포와이토린》
- 《불가사의 소녀 나일의 토토메스》
- 《노래한다! 대용궁성》
- 《유언실행 세자매 슈슈토리안》
- 《밧텐로봇마루 유령 지키는 소녀》

## 같이 보기
- B-로봇 가브타크
- 철완탐정 로보타크
- 시바타 리에